# Reseda luteola
A Reseda luteola, conhecida popularmente como gonda, gauda e lírio-dos-tintureiros, é uma espécie de planta da família das resedáceas e que é nativa da Macaronésia e da Europa. Utilizada na obtenção de tintura amarela, vermelho-escura e violácea.